# Coccyzus bahamensis
Coccyzus bahamensis, "bahamaödlegök" är en fågel i familjen gökar inom ordningen gökfåglar.

## Utbredning och systematik
Fågeln återfinns i Bahamas, på öarna Andros, New Providence och Eleuthera). Den betraktas oftast som underart till kubaödlegök (Coccyzus merlini), men urskiljs sedan 2014 av IUCN och Birdlife International som egen art.

## Status
Den kategoriseras av IUCN som livskraftig.